# Anastasiya Gubánova
Anastasiya Vitálievna Gubánova (también escrito Anastasiia Gubanova; en ruso: Анастасия Витальевна Губанова, en georgiano: ანასტასია გუბანოვა; Toliatti, Rusia, 2 de diciembre de 2002) es una deportista rusa que compite por Georgia en patinaje artístico, en la modalidad individual, campeona europea del año 2023.
Ganó tres medallas en el Campeonato Europeo de Patinaje Artístico sobre Hielo entre los años 2023 y 2025.
Participó en los Juegos Olímpicos de Pekín 2022, ocupando el undécimo lugar en la prueba individual y el sexto por equipos.
A nivel juvenil compitió por su país natal, pero desde 2021 representa a Georgia, aunque sigue entrenando en San Petersburgo. Consiguió el tercer lugar en el Grand Prix Trofeo MK John Wilson de 2023.

## Palmarés internacional
| Campeonato Europeo | Campeonato Europeo | Campeonato Europeo | Campeonato Europeo |
| Año                | Lugar              | Medalla            | Categoría          |
| ------------------ | ------------------ | ------------------ | ------------------ |
| 2023               | Espoo (Finlandia)  | Medalla de oro     | Individual         |
| 2024               | Kaunas (Lituania)  | Medalla de plata   | Individual         |
| 2025               | Tallin (Estonia)   | Medalla de plata   | Individual         |